# 御前崎村
御前崎村（おまえざきむら）は静岡県の中部、榛原郡に属していた村である。
後身の御前崎町、御前崎市はいずれも新設合併によって発足したもので、本村とは別の自治体である。

## 地理
- 岬：御前崎

## 歴史
- 1875年（明治8年） - 地頭方村より（旧）御前崎村が分立。
- 1889年（明治22年）4月1日 - 町村制の施行により御前崎村が単独村制。
- 1955年（昭和30年）3月31日 - 白羽村と合併して御前崎町が発足。同日御前崎村廃止。

## 交通

### 港湾
- 御前崎港

## 出身者
- 大沢権右衛門 - 村役人